# Triphleba aptina
Triphleba aptina är en tvåvingeart som först beskrevs av Ignaz Rudolph Schiner 1853.  Triphleba aptina ingår i släktet Triphleba och familjen puckelflugor. Inga underarter finns listade i Catalogue of Life.